# Discodoris stellifera
Discodoris stellifera is een slakkensoort uit de familie van de Discodorididae. De wetenschappelijke naam van de soort is voor het eerst geldig gepubliceerd in 1904 door Ihering in Vayssière.